# Avenida Kingston (línea Eastern Parkway)
La Avenida Kingston es una estación en la Línea Eastern Parkway del metro de la ciudad de Nueva York. Localizada en la intersección de la avenida Kingston y Eastern Parkway en Brooklyn, y funciona con los trenes 3 (siempre excepto medianoche) y los trenes 4 (medianoche). También hay un tren  2 con servicios  ocasionales durante horas pico.
Esta es una estación local de dos niveles, con ambas plataformas en el lado este (geográficamente al sur) de las vías locales. 
El 28 de agosto de 2007 un hombre fue atropellado por un tren del servicio 3 en la estación de la avenida Kingston. 

## Conexiones de buses
- B43

## Puntos de intereses
- Brooklyn Children's Museum
- Brower Park
- Jewish Children's Museum